# Abdul Karim Kabariti
Abdul Karim Kabariti (en arabe: عبد الكريم الكباريتي), né le 15 décembre 1949 à Amman, est un homme politique jordanien. Il a été premier ministre entre 1996 et 1997.